# Conus succinctus
Conus succinctus é uma espécie de gastrópode do gênero Conus, pertencente a família Conidae.